# Blascosancho
Blascosancho település Spanyolországban, Ávila tartományban. Blascosancho Pajares de Adaja, Sanchidrián, Velayos, Vega de Santa María, Hernansancho és Villanueva de Gómez községekkel határos. Lakosainak száma 100 fő (2024).

## Népesség
A település népessége az utóbbi években az alábbiak szerint változott:
| Lakosok száma | 162  | 136  | 132  | 133  | 105  | 120  | 109  | 105  | 101  | 100  |
|               | 2001 | 2004 | 2006 | 2009 | 2011 | 2014 | 2016 | 2019 | 2021 | 2024 |